# Evan Bates
Evan Bates (Ann Arbor, 23 februari 1989) is een Amerikaans kunstschaatser die actief is in de discipline ijsdansen. Bates nam met twee partners deel aan drie edities van de Olympische Winterspelen: Vancouver 2010 (met Emily Samuelson), Sotsji 2014 en Pyeongchang 2018 (met Madison Chock). Hij werd in 2008 met Samuelson wereldkampioen bij de junioren.

## Biografie

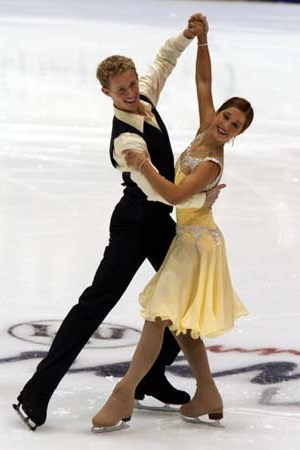
Bates en Emily Samuelson in 2007

Bates begon op vierjarige leeftijd met kunstschaatsen. Aanvankelijk begon hij als soloschaatser, maar hij schakelde later over op het ijsdansen. In mei 2000 ging hij op advies van een zijn coaches een samenwerking aan met Emily Samuelson. Elk jaar behaalden Samuelson en Bates betere resultaten. Ze kwalificeerden zich van 2006 tot 2008 drie keer op rij voor de WK voor junioren. In 2007 leken ze op weg naar een medaille, maar moesten ze midden in de vrije kür door een blessure afhaken. Hun revanche volgde het jaar erop, toen ze de wereldtitel veroverden. Ze namen twee keer deel aan de WK en kwalificeerden zich in 2010 voor de Olympische Winterspelen in Vancouver. Bates scheurde in september 2010 zijn achillespees na een verkeerde landing van Samuelson, waardoor het paar er de rest van het seizoen uit lag. De twee maakten in juni 2011 bekend de samenwerking te stoppen.
Bates ging vervolgens verder met Madison Chock, met wie hij tevens een relatie kreeg. Bij de NK moesten Chock en Bates vaak concurrenten als Meryl Davis / Charlie White en Maia Shibutani / Alex Shibutani voor zich dulden, maar in 2015 bemachtigden ze zelf de Amerikaanse titel, in het seizoen 2019/20 voegden ze hier een tweede aan toe. Ze namen zes keer deel aan de 4CK, en wonnen zes keer een medaille (twee keer goud, twee keer zilver en twee keer brons). Bij hun acht deelnames aan de WK veroverden ze twee keer een medaille: zilver in 2015 en brons in 2016. Daarnaast waren ze aanwezig bij de Olympische Winterspelen in Sotsji (2014) en in Pyeongchang (2018). Chock en Bates verloofden zich in 2022.

## Persoonlijke records
Chock/Bates
| records             | punten | datum      | toernooi         |
| ------------------- | ------ | ---------- | ---------------- |
| Hoogste totaalscore | 213.18 | 07-02-2020 | 4CK              |
| Hoogste korte kür   | 085.76 | 06-02-2020 | 4CK              |
| Hoogste vrije kür   | 129.01 | 07-12-2019 | GP Final 2019/20 |

## Belangrijke resultaten
2000-2011 met Emily Samuelson, 2011-2021 met Madison Chock
| Kampioenschap                                                                                         | 03/04 | 04/05 | 05/06  | 06/07  | 07/08  | 08/09         | 09/10         |               | 11/12         | 12/13         | 13/14         | 14/15         | 15/16         | 16/17         | 17/18         | 18/19         | 19/20         | 20/21         |
| --- | ----- | ----- | ------ | ------ | ------ | ------------- | ------------- | ------------- | ------------- | ------------- | ------------- | ------------- | ------------- | ------------- | ------------- | ------------- | ------------- | ------------- |
| Olympische Spelen                                                                                     |       |       |        |        |        |               | 11e           |               |               | 8e            |               |               |               | 9e            |               |               |               |               |
| Wereldkampioenschap                                                                                   |       |       |        |        |        | 11e           | 9e            |               | 7e            | 5e            | Zilver        | Brons         | 7e            | 5e            | 6e            | *             | 4e            |               |
| Viercontinentenkampioenschap                                                                          |       |       |        |        |        | Brons         |               |               | Brons         |               | Zilver        | Zilver        | Brons         |               | Goud          | Goud          | *             |               |
| Grand Prix-finale                                                                                     |       |       |        |        |        |               |               |               |               |               | Zilver        | Zilver        | 6e            | 5e            |               | Zilver        |               |               |
| Nationaal kampioenschap                                                                               |       |       |        |        | 4e     | Zilver        | Brons         | 5e            | Zilver        | Zilver        | Goud          | Zilver        | Zilver        | Brons         | Zilver        | Goud          | Zilver        |               |
| WK junioren                                                                                           |       |       | 10e    | t.z.t. | Goud   | geen deelname | geen deelname | geen deelname | geen deelname | geen deelname | geen deelname | geen deelname | geen deelname | geen deelname | geen deelname | geen deelname | geen deelname | geen deelname |
| Junior Grand Prix-finale                                                                              |       |       |        | Zilver | Zilver | geen deelname | geen deelname | geen deelname | geen deelname | geen deelname | geen deelname | geen deelname | geen deelname | geen deelname | geen deelname | geen deelname | geen deelname | geen deelname |
| NK junioren                                                                                           | (*)   | (*)   | Zilver | Goud   |        | geen deelname | geen deelname | geen deelname | geen deelname | geen deelname | geen deelname | geen deelname | geen deelname | geen deelname | geen deelname | geen deelname | geen deelname | geen deelname |
| (*) = bij de novice / t.z.t. = trokken zich terug / * Afgelast naar aanleiding van de coronapandemie. |       |       |        |        |        |               |               |               |               |               |               |               |               |               |               |               |               |               |

2014: Pljoesjtsjenko, Lipnitskaja, Volosozjar/Trankov, Stolbova/Klimov, Bobrova/Solovjov, Ilinych/Katsalapov ·
2018: Chan, Osmond, Daleman, Duhamel/Radford, Virtue/Moir ·
2022: Chen, Zhou, Chen, Knierim/Frazier, Hubbell/Donohue, Chock/Bates